# Pointvillers
Pointvillers – miejscowość i dawna gmina we Francji, w regionie Burgundia-Franche-Comté, w departamencie Doubs. W 2013 roku populacja gminy wynosiła 145 mieszkańców. 
W dniu 1 stycznia 2017 roku z połączenia dwóch ówczesnych gmin – Montfort oraz Pointvillers – utworzono nową gminę Le Val. Siedzibą gminy została miejscowość Pointvillers. 